# ETO Park
Der ETO Park ist ein Fußballstadion in der ungarischen Stadt Győr. Er bietet Platz für 16.000 Zuschauer und dient dem Verein Győri ETO FC als Heimstätte.

## Geschichte
Der ETO Park in Győr, einer Stadt im Westen Ungarns, wurde im Jahre 2008 erbaut. Zuvor trug der örtliche Verein, der Győri ETO FC, seine Heimspiele im Rába ETO Stadion aus. Das Rába ETO Stadion bot zeitweise Platz für 28.000 Zuschauer, wobei zuletzt die Kapazität nur noch bei 12.000 Plätzen lag. Da das 1977 erbaute Stadion völlig veraltet war und auch Sicherheitsmängel vorhanden waren, wurde es 2005 geschlossen und ein neues Stadion in Győr gebaut. Dieses Stadion hat eine Kapazität von 16.000 Zuschauern. Seit 2008 trägt der Verein Győri ETO FC seine Heimspiele im ETO-Park aus. ETO wurde bis heute dreimal ungarischer Meister und viermal Pokalsieger des Landes. Der ETO-Park in Győr beherbergt neben dem Fußballplatz auch noch ein modernes Shopping Center, Kino Center, drei Restaurants, eine Fußballschule, eine Sauna, ein Hallenbad, ein Fitnessstudio sowie zwei kleine Hallenplätze mit Kunstrasenbelag.

## U-19-Fußball-Europameisterschaft 2014
Der ETO Park war eines von vier Stadien der U-19-Fußball-Europameisterschaft 2014 in Ungarn. Im Stadion wurden drei Spiele der Gruppe B ausgetragen.
- 19. Juli 2014:  Ukraine –  Serbien 1:1 (1:1)
- 19. Juli 2014:  Bulgarien –  Deutschland 0:3 (0:2)
- 25. Juli 2014:  Deutschland –  Ukraine 2:0 (1:0)